# Clarksburg (Maryland)
Clarksburg és una concentració de població designada pel cens dels Estats Units a l'estat de Maryland. Segons el cens del 2000 tenia 1.944 habitants.

## Demografia
Segons el cens del 2000, Clarksburg tenia 1.834 habitants, 604 habitatges, i 498 famílies. La densitat de població era de 51,2 habitants per km².
Dels 604 habitatges en un 42,1% hi vivien nens de menys de 18 anys, en un 72% hi vivien parelles casades, en un 6,6% dones solteres, i en un 17,5% no eren unitats familiars. En el 13,9% dels habitatges hi vivien persones soles el 4,6% de les quals corresponia a persones de 65 anys o més que vivien soles. El nombre mitjà de persones vivint en cada habitatge era de 3,04 i el nombre mitjà de persones que vivien en cada família era de 3,34.
Per edats la població es repartia de la següent manera: un 29,3% tenia menys de 18 anys, un 4,8% entre 18 i 24, un 29,7% entre 25 i 44, un 27,4% de 45 a 60 i un 8,8% 65 anys o més.
L'edat mediana era de 38 anys. Per cada 100 dones de 18 o més anys hi havia 103,6 homes.
La renda mediana per habitatge era de 88.419 $ i la renda mediana per família de 91.216 $. Els homes tenien una renda mediana de 63.125 $ mentre que les dones 42.283 $. La renda per capita de la població era de 33.174 $. Entorn del 3,4% de les famílies i el 4,6% de la població estaven per davall del llindar de pobresa.

## Poblacions properes
El següent diagrama mostra les poblacions més properes.